# Geometrické rozdělení

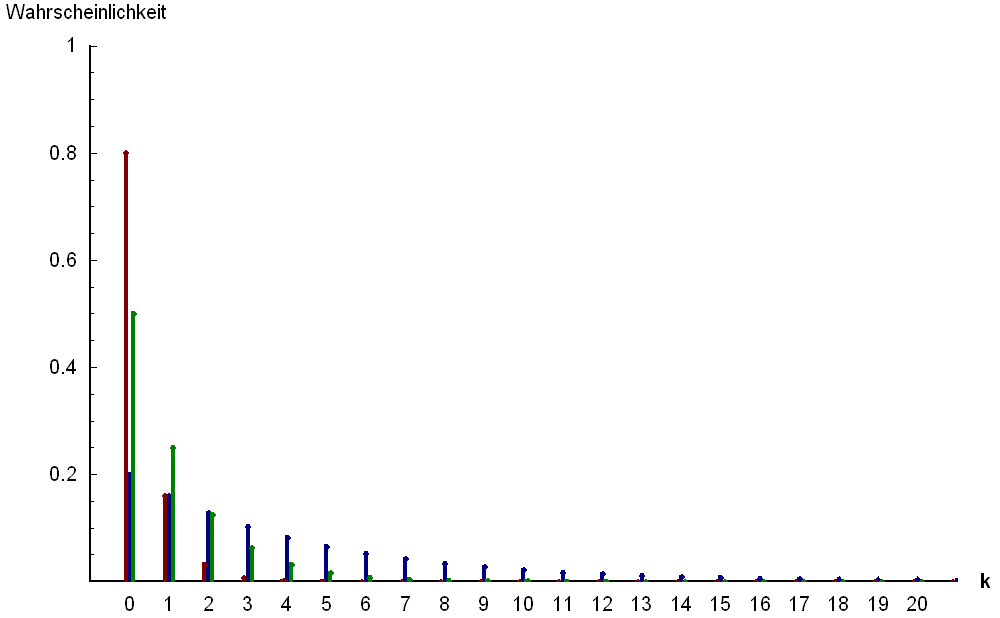
Pravděpodobnostní funkce geometrického rozdělení pro více hodnot pravděpodobnosti úspěchu: 0,8 (červená), 0,2 (modrá), 0,5 (zelená)

Geometrické rozdělení je diskrétní rozdělení pravděpodobnosti, které vyjadřuje počet neúspěchů před prvním úspěchem v posloupnosti nezávislých bernoulliovských pokusů, tedy náhodných pokusů, jejichž výsledkem je 1 (úspěch) s pravděpodobností {\displaystyle p} a 0 (neúspěch) s pravděpodobností {\displaystyle 1-p}. Pomáhá tak odpovědět na otázky typu „kolikrát musí hráč neúspěšně hodit kostkou, než mu padne šestka?“ nebo „jak pravděpodobné je, že člověk desetkrát vsadí stejný tiket v loterii, a nic nevyhraje?“ Někdy se pod názvem geometrické rozdělení myslí velmi podobné posunuté geometrické rozdělení, distribuce počtu nezávislých bernoulliovských pokusů potřebných k dosažení prvního úspěchu. Rozdíl mezi těmito dvěma definicemi je ten, že hodnota obvyklého geometrického rozdělení pro číslo {\displaystyle n} je rovna hodnotě posunutého rozdělení pro {\displaystyle n+1}, distribuční funkce tedy jsou vzájemně posunuty o jednotku.

## Vzorce
Diskrétní náhodná veličina {\displaystyle X} s geometrickým rozdělením se označuje například {\displaystyle X\sim {\text{Geo}}(p)} a je definována pro celočíselné hodnoty od nuly do nekonečna (u posunutého geometrického rozdělení od jedné do nekonečna).
Pravděpodobnostní funkce je
{\displaystyle \Pr(Y=k)=(1-p)^{k}p}
pro k = 0, 1, 2,..., jinak je rovna nule. Pro posunuté geometrické rozdělení je pravděpodobnostní funkce
{\displaystyle \Pr(X=k)=(1-p)^{k-1}p}
pro k = 1, 2, 3,..., jinak nula. Distribuční funkce je 
{\displaystyle F(k)=1-(1-p)^{k+1},}
respektive
{\displaystyle F(k)=1-(1-p)^{k}}
pro posunuté geometrické rozdělení.
Střední hodnota geometrického rozdělení je
{\displaystyle \operatorname {E} (X)={\frac {1-p}{p}},}
případně
{\displaystyle \operatorname {E} (X)={\frac {1}{p}}}
pro posunuté geometrické rozdělení.
Rozptyl je u běžného i posunutého geometrického rozdělení shodně
{\displaystyle \operatorname {D} (X)={\frac {1-p}{p^{2}}}.}